# Night Shades
| Críticas profissionais | Críticas profissionais |
| Avaliações da crítica  | Avaliações da crítica  |
| Fonte                  | Avaliação              |
| ---------------------- | ---------------------- |
| Allmusic               | [ 4 ]                  |
| Alternative Press      | [ 5 ]                  |
| Entertainment Weekly   | B-                     |
| Rate Your Music        | [ 7 ]                  |
| Rolling Stone          | [ 8 ]                  |
| Metromix               | [ 9 ]                  |
| CultureTease           | [ 10 ]                 |
| Sputnikmusic           | [ 11 ]                 |

Night Shades é o quatro álbum de estúdio da banda americana Cobra Starship, com lançado em 30 de agosto de 2011, pela Fueled by Ramen e Decaydance Records. O álbum completo foi disponibilizado para transmitir gratuitamente em sua página do Facebook antes de seu lançamento. Mesmo assim teve uma péssima recepção comercial, estreando no número #50 na Billboard 200, com vendas de 9,000 cópias  em sua primeira semana, caiu para o número #185 em sua segunda semana.
Cobra Starship se apesentou no pré-show do MTV Video Music Awards de 2011 e após a sua performance, seu single "You Make Me Feel ..."  alcançou o Top 10 da Billboard Hot 100, tornando-se seu segundo hit a entrar no top 10 americano, no número #7.
Falando de Night Shades, Saporta, comentou: "Esse registro pode ser o disco mais comercial, mas também a nossa mais honesta." o Presidente da Fueled By Ramen disse: "[Cobra Starship] entregou um álbum que tem o som Cobra, mas fornece os registros de rádio". 

## Faixas
| N.º            | Título                                       | Compositor(es)                                                                       | Produtor(es)                      | Duração |  |
| 1.             | "You Belong To Me"                           | Cobra Starship                                                                       | Cobra Starship                    | 3:16    |  |
| 2.             | "You Make Me Feel..." (com Sabi)             | Steve Mac, Ina Wroldsen                                                              | Steve Mac                         | 3:20    |  |
| 3.             | "#1 Nite"                                    | Cobra Starship, Ryan Tedder, Brent Kutzle                                            | Ryan Tedder, Brent Kutzle         | 3:17    |  |
| 4.             | "Fool Like Me" (com Plastiscines)            | Cobra Starship, Ari Levine, Albert Winkler, Grant Michaels, Adam Pallin              | Cobra Starship, Ari Levine, Grant | 3:53    |  |
| 5.             | "Anything For Love"                          | Cobra Starship                                                                       | Michaels, Adam Pallin             | 3:26    |  |
| 6.             | "Middle Finger" (com Mac Miller)             | Cobra Starship, Tor Erik Hermansen, Mikkel S. Eriksen, Malcolm McCormick, Nate Walka | Cobra Starship                    | 3:43    |  |
| 7.             | "Don't Blame the World, It's the DJ's Fault" | Cobra Starship                                                                       | Stargate                          | 3:10    |  |
| 8.             | "Fucked in Love"                             | Cobra Starship, Kara Dioguardi                                                       | Cobra Starship                    | 3:18    |  |
| 9.             | "Disaster Boy"                               | Cobra Starship, Frank Staniszewski                                                   | Cobra Starship                    | 3:05    |  |
| 10.            | "Shwick" (com Jump Into the Gospel)          | Cobra Starship, Johanna Fateman, JD Samson, Jump Into the Gospel                     | Cobra Starship                    | 3:30    |  |
| Duração total: | Duração total:                               | Duração total:                                                                       | Duração total:                    | 39:32   |  |

| Bônus Track |                                                    |         |  |
| N.º         | Título                                             | Duração |  |
| 11.         | "You Make Me Feel..." (com Sabi) (Futurecop Remix) | 4:02    |  |

| iTunes Deluxe Edition / Bônus Tracks |                                                     |         |  |
| N.º                                  | Título                                              | Duração |  |
| 11.                                  | "You Belong to Me" (Electro Mix)                    | 5:13    |  |
| 12.                                  | "Anything for Love" (Cobra Starship Mix com Shaggy) | 3:47    |  |
| 13.                                  | "You Make Me Feel..." (Futurecop Remix com Shaggy)  | 4:02    |  |
| 14.                                  | "You Make Me Feel..." (com Sabi) (music video)      | 3:35    |  |
| Duração total:                       | Duração total:                                      | 56:14   |  |

## Créditos
Cobra Starship
- Gabe Saporta – vocais
- Ryland Blackinton – guitarras, backing vocais
- Alex Suarez – baixo
- Nate Novarro – bateria
- Victoria Asher – teclados e sintetizador

Músicos adicionais
- Sabi - vocais ("You Make Me Feel...")
- Ryan Tedder - vocais ("#1Nite")
- Plasticines - vocais ("Fool Like Me")
- Mac Miller - vocais ("Middle Finger")
- Jump Into Gospel - vocais ("Schwick")